# Benny Henriksson
Hans Benny Henriksson, född 3 april 1947 i Älgå församling, död 12 augusti 1995 i Haga församling, var en svensk sociolog, fil.dr. i socialt arbete och debattör i frågor som rör sexualitet och hiv/aids.
Henriksson arbetade på 1970- och 1980-talen som ungdomsforskare vid Statens Ungdomsråd. I mitten på 1980-talet startade han tillsammans med sociologen Erling Bjurström som ett fristående konsultbolag "Institutet för sociala studier", med syfte att "bedriva kurser, föreläsningar, utbildningar, seminarier, event, handledning, mentorskap, individuella- och gruppterapier samt behandling inom psykosocial verksamhet" samt ge ut läromedel och litteratur i olika former. Han grundade även  forskningsprogrammet Kön, sexualitet och socialt arbete vid institutionen för Socialt Arbete vid Göteborgs universitet.
Henriksson var under 1980-talet en stark kritiker av den svenska aids-politiken som vid denna tid slog in på kontrollens väg i stället för frivilliga metoder med inslag som till exempel "Bastuklubbslagen" 1987. Lagom till den 4:e internationella AIDS-konferensen 1988 i Stockholm med 7 500 deltagare publicerade Henriksson en mycket kritisk rapport om den svenska AIDS-politiken, "Social democracy or societal control: a critical analysis of Swedish AIDS policy".
I sin avhandling "Risk Factor Love" (1995) behandlar han homo- och bisexuella mäns sexualitet, kärleksrelationer och familjer. Benny Henriksson studerade under vilka omständigheter som män ger sig in i sexuellt riskbeteende och hur de ser på dessa risker. Han är begravd på Älgå kyrkogård.